# Télésud
Pour les articles homonymes, voir Télé et Sud.
Global Africa - Télésud est une chaîne de télévision généraliste à destination du monde africain, fondée en 1998 et basée à Paris.

## Historique
La chaine a été co crée par Constant Nemale. Télésud émettait depuis l'ancien siège de TF1, 15 rue Cognacq-Jay à Paris dans le 7e arrondissement, à destination de l'Afrique francophone via Canal Africa et les réseaux câblés en France, ainsi qu'en Europe via le satellite Hotbird.
Elle était diffusée sur les bouquets d’opérateurs suivants :
- Les Bouquets Canal+ : chaîne no 45.
- Free : chaîne no 218
- Bbox : chaîne no 703
- Startimes : chaîne 683

Elle était la 1re chaîne[réf. nécessaire] panafricaine.
Le 7 novembre 2019, Télésud cesse ses émissions, à la suite de la liquidation judiciaire de la société.
Après une décision de justice du 11 février 2020, Jean-Pierre Amougou Belinga, le président directeur général du groupe L'Anecdote, rachète la chaîne et devient le nouveau propriétaire de Télésud. La chaîne reprend sa diffusion en avril 2020 sous l'impulsion d'André Agid nommé directeur général jusqu'en septembre 2022.
Telesud est de nouveau placé en liquidation judiciaire en septembre 2023.
André Agid reprend les actifs de la chaîne en février 2024 devant le Tribunal de Commerce de Paris,,,,.

## Refonte de la chaîne
La chaîne renaît sous le nom de Global Africa - Telesud où elle diffuse en flux continu, dans + de 40 pays et augmente sa présence sur Youtube où ses émissions sont disponibles en différé, dépassant 225.000 abonnés en Mai 2025.[réf. nécessaire]
En 2024, sa croissance est exceptionnelle, avec 1,7 Million de téléspectateurs par semaine, une hausse de 74% par rapport à 2023. En Afrique centrale, 21% de la population regarde Global Africa Télésud au moins une fois par mois, selon l'étude Africascope 2024, menée dans 8 pays (Sénégal, Côte d'Ivoire, Cameroun, RDC, Congo, Mali, Burkina Faso, Gabon).
Cette évolution positionne Global Africa Télésud comme un média à fort potentiel de croissance, au carrefour de la culture, de la technologie et de l'Afrique émergente. Cette renaissance se traduit par un contenu prémium conçu et porté par des incarnations africaines ou issues des diasporas, pour l'Afrique et le monde.   

## Émissions
Parmi les émission depuis la réouverture de la chaîne, on retrouve :[réf. nécessaire]
- La Bande à Carlyle, émission politique présentée par Carlyle Gbei
- Litt'Afrique, émission culturelle présentée par Jackie Duan
- Afronight, émission culturelle et musicale présentée par Serge Fattoh
- Lady Vous Écoute, émission talk-show présentée par Lady Ngo Mang
- Le Débrief, un format court de décryptage de l'actualité présenté par Dalinie Mvemba
- Le Grand Déballage, émission de débats et d'actualité politique présentée par Adile Farquane
- L'Entretien du Jour, émission d'interviews et d'entretiens

## Personnalités reçues
La chaîne a reçu différentes personnalités politiques, du monde des affaires et des acteurs culturels notables suite à sa réouverture. Parmi elles :
- Alain-Claude Bilie-By-Nze, ancien premier ministre du Gabon

- Thierry Déau, homme d'affaires et PDG de Meridiam

- Jean-Marie Bockel, sénateur français
- Succès Masra, ancien premier ministre du Tchad
- Élisabeth Moreno, femme politique française
- Olivier Dubois (journaliste), ex-otage d'Al-Qaïda au Mali
- Alpha Blondy (chanteur, auteur compositeur ivoirien)
- Éric Denécé, auteur, spécialiste français du renseignement, et de l'intelligence économique.